# Psylliodes analogicus
Psylliodes analogicus es una especie de insecto coleóptero de la familia Chrysomelidae, descrita en 2005 por Nadein.